# 豉油街

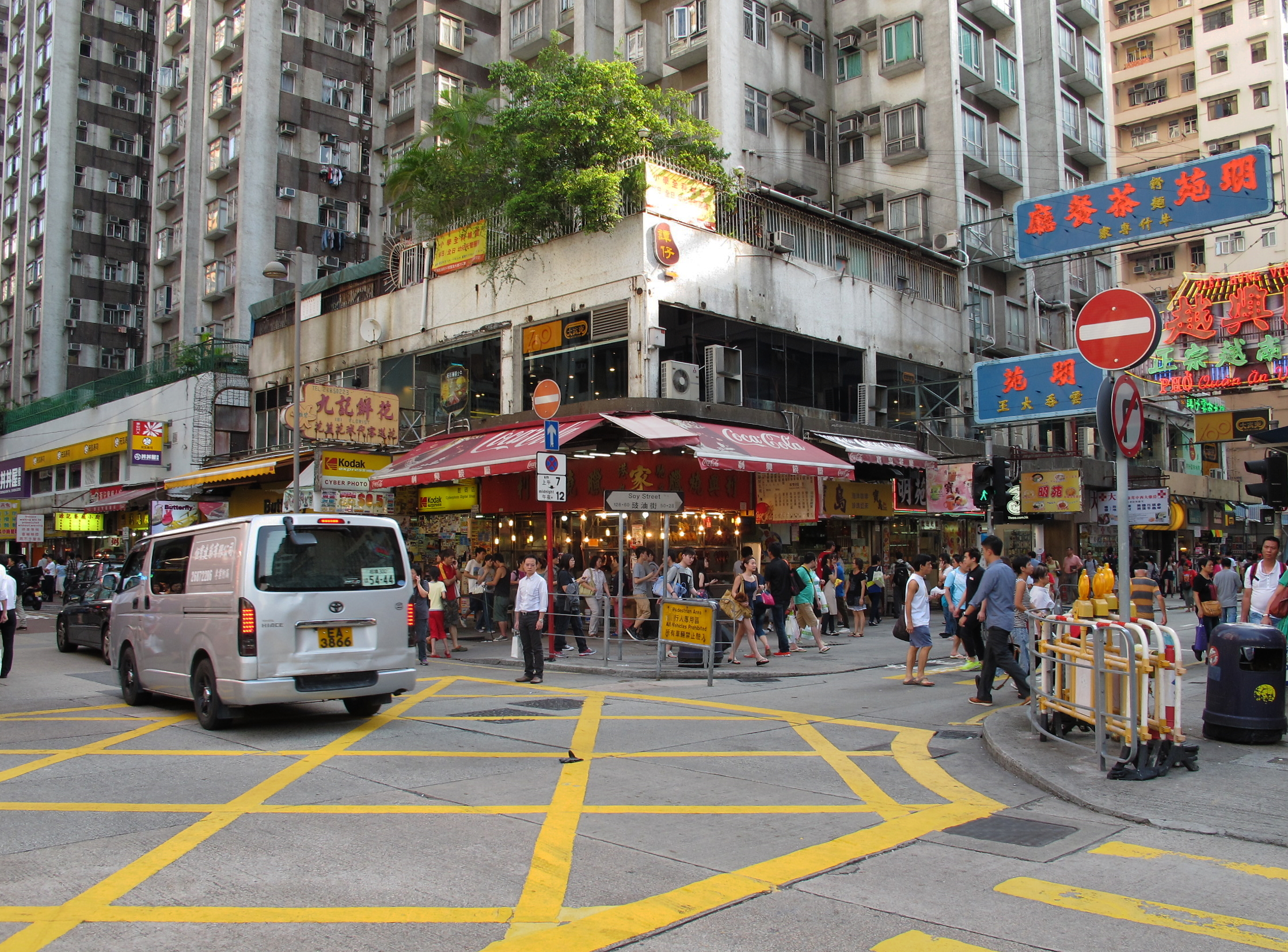
豉油街與花園街交界

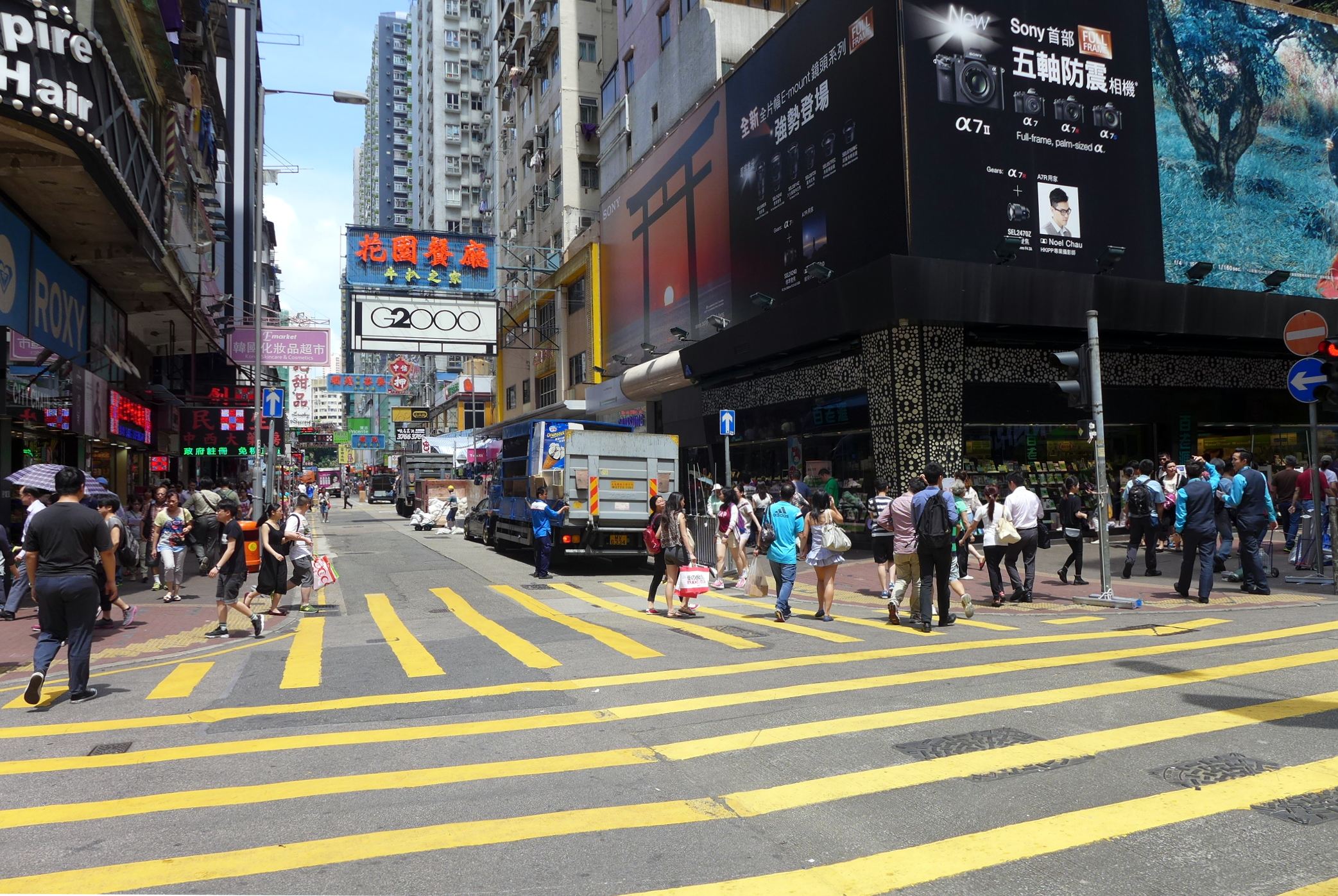
熙來攘往的豉油街

豉油街（英語：Soy Street）是一條位於香港九龍油尖旺區旺角的街道。西起德昌街，橫跨多條主要道路，如上海街、彌敦道、西洋菜南街等，東至窩打老道。介乎砵蘭街與西洋菜南街之間的一段被劃作行人專用區，下有行人隧道橫越彌敦道地下。豉油街最繁忙的一段是介乎彌敦道與花園街之間，假日及晚間都擠得水洩不通。

## 歷史
“豉油”是醬油在粵語、閩語中的稱呼，相傳因以前有醬油作坊設於該地而得名。但到1920年代，旺角急增的人口致使地價漸貴而陸續遷出。
2004年5月7日，工人在通菜街和豉油街交界一個深2米的渠務地盤中，發掘出東漢和唐代陶器、製陶工具以至窰爐及窰具殘件，顯示在千多年前，旺角一帶已有人居住。

## 軼事
在1980年代啟用的豉油街臨時熟食市場，因晚上常坐滿6000名妓女及馬伕，令熟食市場猶如一個紅燈區，被稱為旺角「人肉市場」，不過警方自2002年起全力掃蕩旺角色情事業後，馬伕、妓女都紛紛離去。熟食市場已於2006年12月1日關閉。

## 交通
| 交通路線列表                                 |
| -------------------------------------------- |
| 港鐵 - █ 觀塘綫、 █ 荃灣綫：旺角站E1、E2出口 |

## 鄰近
- 地王酒店
- 仕德福酒店
- 壹零捌馆
- 聖公會諸聖中學
- 洗衣街花園
- 新寶戲院
- 荷李活商業中心
- 總統商業大廈
- 創興廣場
- 旺角東京銀座
- 豉油街12號
- 香港旺角希爾頓花園酒店